# Alberto Bressan
Alberto Bressan (Veneza, 15 de junho de 1956) é um matemático italiano, que trabalha com análise matemática.
Bressan estudou na Universidade de Pádua, onde obteve o diploma (laurea) com Roberto Conti (Prozesse der linearen Kontrolle), esteve em 1979/1980 com uma bolsa de pesquisa na Universidade de Florença e obteve um doutorado em 1982 na Universidade do Colorado em Boulder, orientado por Jerrold Bebernes (Two mathematical problems relating to the theory of combustion), onde foi desde 1986 professor associado, e na Scuola Internazionale Superiore di Studi Avanzati em Trieste, onde é professor desde 1991. É desde 2003 professor de matemática da Universidade Estadual da Pensilvânia
Foi palestrante plenário do Congresso Internacional de Matemáticos em Pequim (2002: Hyperbolic systems of conservation laws in one space dimension). Recebeu o Prêmio Memorial Bôcher de 2008. Recebeu o Prêmio Antonio Feltrinelli de 2006. É fellow da American Mathematical Society.

## Obras
- Hyperbolic systems of conservation laws – the one dimensional Cauchy problem, Oxford University Press 2000
- com Benedetto Piccoli: Introduction to the mathematical theory of control, American Institute of Mathematics 2007
- com Piccoli, Graziano Crasta: Well-posedness of the Cauchy problem for n x n systems of conservation laws, American Mathematical Society 2000